# Georg Marschall (Gebietskommissar)

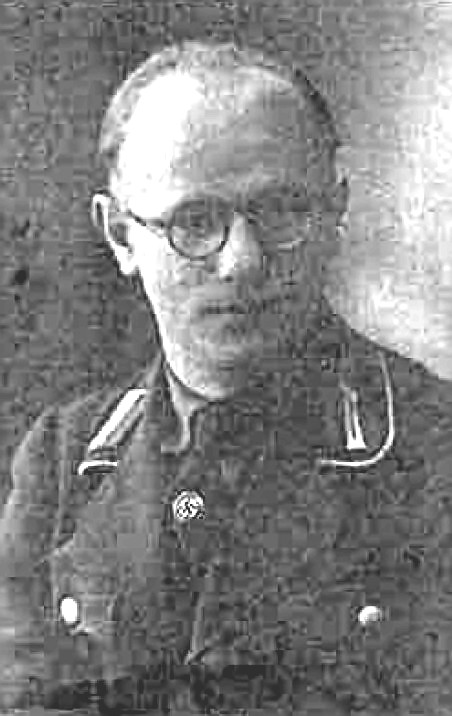
Georg Marschall (1934)

Georg Robert Marschall (* 22. März 1903 in Löbau, Westpreußen; † unbekannt) war ein deutscher Diplom-Handelslehrer und im Zweiten Weltkrieg Gebietskommissar in Sodolbunow. Während des Russlandfeldzuges war Marschall Gebietskommissar in Sodolbunow in dem im Zweiten Weltkrieg von der Wehrmacht besetzten Reichskommissariat Ukraine, Generalbezirk Wolhynien-Podolien. Marschall war mitverantwortlich für Massenmorde von Juden in der Ukraine. Nach dem Krieg tauchte er unter falschen Namen unter, wurde aber ab 1960 angeklagt. Das Landgericht Stade verurteilte ihn jedoch „mangels Beweisen“ 1967 in zweiter Instanz nur zu fünf Jahren Haft wegen Beihilfe zur Ermordung eines Juden.

## Leben
Georg Marschall war Sohn eines Kaufmanns. Er besuchte in Löbau sechs Jahre die Bürgerschule und anschließend bis zur mittleren Reife das Progymnasium. Um sich auf das Abitur vorzubereiten, ging er anschließend nach Sorenbohm in Pommern auf ein Pädagogium. Nach etwa 1½ Jahren kam er nach Stargard auf eine Oberrealschule, die er nach einem Jahr mit dem Zeugnis der Oberprima verließ. Etwa im Jahre 1921 begann er bei der Deutschen Bank in Berlin eine 2½-jährige Lehrzeit. 1925 bestand er die Diplom-Kaufmannsprüfung und 1926 das Diplom-Handelslehrerexamen. In der Folgezeit war er an Berufsfachschulen, bei der Industrie- und Handelskammer und anschließend bis zum Jahre 1933 als Handelslehrer an einer städtischen Handelsschule in Berlin tätig.
Zum 1. Juni 1930 trat er der NSDAP bei (Mitgliedsnummer 249.920) und wurde auch Mitglied der SA. Im August 1933 wurde er als Lehrer für Wirtschaft und Sozialpolitik an der Landesführerschule der Deutschen Arbeitsfront in Kulmbach und anschließend in Königswinter angestellt. 1936 oder 1937 kam er als Lehrer für Wirtschaft und Sozialpolitik auf die Ordensburg Vogelsang.
Im September 1939 meldete sich Marschall freiwillig zur Wehrmacht und wurde zur Flak eingezogen. Er wurde in Köln eingesetzt und erreichte den Dienstgrad eines Unteroffiziers. Etwa im September 1941 wurde er nach Krössinsee abkommandiert. Marschall sollte als Gebietskommissar eingesetzt werden. Er wurde in Krössinsee kurz informatorisch in seine neuen Aufgaben eingewiesen. Von etwa Oktober 1941 bis Ende 1942 war er Gebietskommissar in Sdolbunow, dann bis zum Rückzug der deutschen Truppen Gebietskommissar in Kostopol.
Marschall war als Gebietskommissar u. a. mitverantwortlich für eine Operation der Einsatzgruppen der Sicherheitspolizei und des SD in Sodolbunow in der Nordwest-Ukraine 1941, bei der nach eigenen Aussagen 250 Juden, in einer Zementfabrik zusammengepfercht, ermordet wurden. Einige Monate später, am 6. und 7. November 1941, führte die SS unter seiner Verwaltungshoheit weitere Massenerschießungen von ca. 23 000 Juden in einem nahegelegenen Waldstück bei Sosenki durch, die restlichen ca. 5000 Juden des Ghettos von Rowno wurden im Juli 1942 nach Kostopil deportiert, wo man sie durch Einsatzgruppen ermorden ließ.

### Nachkriegszeit
Am 22. März 1945 wurde er erneut zur Wehrmacht eingezogen. Im April 1945 geriet er in Ebersdorf bei Bremervörde in britische Kriegsgefangenschaft, aus der er am 1. September 1945 entlassen wurde. In der Folgezeit arbeitete er in Lohrau, Landkreis Marburg, im Tiefbau. Daraufhin war er in Lohrau und seit 1948 in Lübeck als Vertreter tätig. Von Oktober 1949 bis Mai 1950 war er Hauslehrer in Krautsand, Kreis Stade. Anschließend wurde er bei der Berufsschule in Drochtersen, Kreis Stade, als Diplom-Handelslehrer eingestellt.
Am 17. Oktober 1958 wurde er in dem vorliegenden Verfahren verhaftet, am 20. November 1958 gegen Sicherheitsleistung mit dem weiteren Vollzug der Untersuchungshaft verschont. Nach Aufhebung des Haftverschonungsbeschlusses wurde er am 26. Februar 1959 erneut in Untersuchungshaft genommen.
Am 26. Januar 1960 begann am Landgericht Stade ein Prozess gegen Georg Marschall. Marschall wurde wegen Erhängung eines Juden zu einer lebenslangen Haftstrafe wegen Mordes aus niedrigen Beweggründen verurteilt.
Die Fokussierung aller Beteiligten in dem Strafverfahren gegen Marschall auf die Hinrichtung dieses einen Juden hatte einen besonderen Grund. Ausschlaggebend war weniger, dass für die Mitverantwortung an anderen Judenmorden Beweise fehlten, sondern, dass gerade dieser Fall besonders war. Er beruhte auf einer unterschwelligen Kontroverse zwischen Wehrmacht einerseits, und Repräsentanten der NSDAP, der SS, SD sowie Gebietskommissaren andererseits. Seit Ende 1941 war bei der Abwehrdienststelle eines Wehrmachtmajors in Sdolbunow ein jüdischer Tischler als Kalfaktor beschäftigt. Zu der Zeit gab es Spannungen wegen der damals weit verbreiteten Aversion zwischen Wehrmachtsangehörigen und den als „Goldfasanen“ bezeichneten Repräsentanten der Partei. Marschall verlangte, dass der Tischler ins jüdische Ghetto von Sdolbunow verlegt werde, wo er Gefahr lief, wie die übrigen Juden des Ghettos dem Holocaust anheim zu fallen. Marschall befürchtete, dass sein Ansehen vor Ort erheblich leiden würde, wenn er sich gegenüber dem Major nicht durchsetzte. Er statuierte daher ein Exempel und ließ den Tischler ohne Gerichtsurteil erhängen. Auf diese Weise trachteten Marschall und die SS danach, den Juden und den Wehrmachtsangehörigen in Sdolbunow außerdem zeigen, dass die Wehrmacht die Juden nicht schützen könne.
1961 beantragte der Anwalt von Marschall, Friedrich Schümann (geb. 1907 in Berlin, verstorben 1989 in Stade), ehemaliger SS-Oberfeldrichter, der während der Massenmorde der Einsatzgruppe D in der Südukraine als SS-Richter tätig gewesen war, ein Wiederaufnahmeverfahren. Georg Marschall wurde 1967 in zweiter Instanz zu fünf Jahren wegen Beihilfe verurteilt. Das Berufungsgericht entschied, dass Marschall, mangels Beweisen für „vorsätzlichen Mord“, nur wegen Beihilfe verurteilt werden könne. Gegen dieses Urteil legten 1968 sein Verteidiger Friedrich Schümann sowie der Erste Oberstaatsanwalt des Landgerichts Stade, Alfred Schroiff (geb. 10. August 1908), der vor 1945 Staatsanwalt am NS-Sondergericht in Breslau gewesen war, Berufung ein, beide plädierten auf Freispruch. Das Urteil wurde jedoch trotzdem rechtskräftig.
Dem Schlussplädoyer des Verteidigers von Marschall in dem Prozess von 1967 war bereits zwei Jahre zuvor ein tendenziöser Spiegel-Artikel (‘‘Der Spiegel‘‘, Nr. 53) vorausgegangen, in dem die Glaubwürdigkeit des Hauptbelastungszeugen Hermann Gräbe in jeder erdenklichen Weise in Zweifel gezogen worden war.